# Gisèle Alcée
Gisèle Alcée, nom de scène de Gisèle Maria Rosaria Thérèse Bonnifet, née à Tours le 10 octobre 1921, morte à Menton le 2 mars 1983, est une actrice française.

## Filmographie
- 1939 : La Famille Duraton de Christian Stengel
- 1942 : L'assassin a peur la nuit, de Jean Delannoy : Juliette
- 1942 : Promesse à l'inconnue de André Berthomieu : la jeune fille
- 1943 : Six petites filles en blanc d'Yvan Noé : Paulette
- 1945 : La Boîte aux rêves d'Yves Allégret et Jean Choux : Gisèle
- 1946 : L'Homme au chapeau rond de Pierre Billon : Lucie
- 1947 : Cœur de coq de Maurice Cloche : Loulou
- 1949 : Le Sorcier du ciel de Marcel Blistène